# Bergan Castle
Il Bergan Castle (castello di Bergan) è un nunatak a forma di castello alto circa 1.590 m, situato a sudovest del Monte Dewar nel Nevaio Shotton della Catena di Shackleton, nella Terra di Coats in Antartide. 
Nel 1967 fu effettuata una ricognizione aerofotografica da parte degli aerei della U.S. Navy. Un'ispezione al suolo fu condotta dalla British Antarctic Survey (BAS) nel periodo 1968-71.
L'attuale denominazione fu assegnata nel 1971 dal Comitato britannico per i toponimi antartici (UK-APC), in onore di Ole Ferdinand Bergan (1876–1956), inventore norvegese che ideò un sistema di intelaiatura per zaini brevettato in Norvegia nel 1909. Fondò anche un'azienda, la Bergan, che produce zaini, tende e attrezzatura da montagna.